# Апостоли

Родинний герб Апостолів. Пор. Юньчик

Апостоли — український козацько-старшинський рід середини 17 — початку 19 століття на Миргородщині.
Апостоли походили з Молдавії із старовинного і знатного роду Катарреу (Катаржі). Батько Данила Апостола Павло Охрімович (Єфремович) прибув в Україну у 1648 році. У 1653 році одружився з дочкою миргородського полковника Марією Лісницькою. 1655 року перейшов на козацьку службу.
- Данило Апостол (*1654—†1734) — гетьман Лівобережної України з 1727 року, мав трьох синів і шість дочок, які продовжили рід Апостолів у 18 і в перших десятиліттях 19 століття;
- Павло Апостол (*?—†1736) — миргородський полковник (1727-36), старший син Данила Апостола;
- Петро Апостол (*?—†1758) — полковник лубенський (1728-57), другий син Данила Апостола. Його син Данило — генеральний хорунжий, був членом Другої малоросійської колегії в 1784—86 роках, 1767 року підписав проєкт «Нового уложення». Третій син Василь помер молодим, залишивши сина Якова, який обіймав високу посаду в Миргородському полку.

Дочки Данила Апостола були одружені з вищими козацькими посадовими особами Гетьманщини:
- Марта — з полтавським полковником В. Кочубеєм;
- Ганна — з ніжинським наказним полковником Л. Жураківським;
- Параска — з генеральним підскарбієм М. Скоропадським;
- Тетяна — з бунчуковим товаришем І. Ломиковським;
- Марія — з бунчуковим товаришем А. Горленком; Її прямим нащадком є Павло Скоропадський
- Ганна (молодша) — зі знатним військовим товаришем П. Кулябкою.

Онуки гетьмана теж мали високі чини в полкових урядах.
Після смерті в 1816 році останнього представника роду Михайла Апостола — рід Апостолів по чоловічій лінії припинився.
Дочки Петра Даниловича (одружився в Москві з Анною Херасковою) — Софія, Олена і Катерина вийшли за російських генералів. З Оленою одружився Матвій Муравйов. Їхній син Іван(1762—1851) додав до батькового прізвища й материне Апостол і став іменуватися Іван Муравйов-Апостол (ставши першим носієм цього прізвища), тривалий час жив на Миргородщині. Три його сини, підполковники російської армії Сергій Муравйов-Апостол і Матвій Муравйов-Апостол та прапорщик Іполит Муравйов-Апостол також жили в Україні, де діяв на той час український центр декабристського руху — Південне товариство. Згадані три правнуки гетьмана Данила Апостола брали у ньому активну участь. Їхні нащадки і нині живуть у Франції, а також у Швейцарії та США.
Припускають, що до цього ж роду Апостолів належали миргородські полковники Дем'ян Постоленко (1664) і Григорій Постоленко (1668) та правобережний полковник Павло Апостол-Щуровський (1685—92).